# Mieczysław Bronikowski
Mieczysław Bronikowski (ur. 31 grudnia 1860 w Sulęcinie, zm. 10 marca 1955 w Warszawie) – polski profesor, ekspert w dziedzinie budownictwa.

## Życiorys
Wychowywał się bez ojca, który za udział w powstaniu styczniowym został zesłany na Syberię. Jako uczeń na swoje utrzymanie zarabiał korepetycjami. Gimnazjum ukończył z wyróżnieniem – złotym medalem.
W 1886 ukończył studia w Instytucie Technologicznym w Petersburgu. Po ukończeniu studiów z dyplomem inżyniera technologa osiadł w Warszawie i tu rozpoczął pracę zawodową na stanowiskach technicznych w warszawskich Zakładach Mechanicznych „Lilpop, Rau i Loewenstein".
W 1921 został profesorem zwyczajnym na Wydziale Budowy Maszyn i Elektrotechniki Politechniki Warszawskiej (od 1921 r. Mechaniczny). Do przejścia na emeryturę (w 1927 r.) pełnił funkcję kierownika Katedry i Zakładu Budownictwa Przemysłowego. Pracował również na stanowisku kierownika technicznego w Centralnym Zarządzie Wytwórni Wojskowych.
Został odznaczony Orderem Świętego Stanisława. Po śmierci jego ciało spoczęło na cmentarzu Powązkowskim w Warszawie (kw. A-II-12/13).

## Ważne publikacje
- Budownictwo przemysłowe. Cz. 1, Warszawa, 1924, Komisja Wydawnicza Towarzystwa Bratniej Pomocy Studentów Politechniki Warszawskiej[8].